# سكوت بوريل
سكوت بوريل (بالإنجليزية: Scott Burrell)‏ مواليد 12 يناير 1971 في نيو هيفن، هو مدرب كرة سلة أمريكي ولاعب سابق. بدأ مسيرته الاحترافية في سنة 1993. تم اختياره من قبل فريق شارلوت هورنتس خلال الدرافت. يبلغ طوله 6 قدم 7 بوصة (2.0 م). اعتزل اللعب في 2006. أحرز خلال مسيرته في الإن بي إيه 2649 نقطة بمعدل 6.9 نقاط في المباراة الواحدة.

## المسيرة الاحترافية
لعب مع شارلوت هورنتس من سنة 1993 إلى 1997، ثم لعب مع غولدن ستايت ووريورز في سنة 1997، ثم لعب مع شيكاغو بولز في موسم 1997–1998، ثم لعب مع بروكلين نتس من سنة 1998 إلى 2000، ثم لعب مع شارلوت هورنتس في موسم 2000–2001.

## روابط خارجية
- سكوت بوريل على موقعبيزبول رفرنس.كوم (الدوري الثانوي) (الإنجليزية)
- سكوت بوريل على موقع إن بي أي (الإنجليزية)
- سكوت بوريل على موقع سبورتس رفرنس (الإنجليزية)
- سكوت بوريل على موقع الدوري الإسباني لكرة السلة (الإسبانية)
- سكوت بوريل على موقع كرة السلة الأوروبية.كوم (الإنجليزية)
- سكوت بوريل على موقع كلية كرة السلة في سبورتس رفرنس.كوم (الإنجليزية)
- سكوت بوريل على موقع ريلجم (الإنجليزية)
- سكوت بوريل على موقع بروبوليرز (الإنجليزية)
- سكوت بوريل على موقع سبورتس رفرنس (الإنجليزية)
- سكوت بوريل على موقع سبورتس رفرنس (الإنجليزية)